# Сборная Ирландии по футболу (до 21 года)
Сборная Ирландии по футболу до 21 года (англ. Republic of Ireland national under-21 football team) представляет Республику Ирландия на молодёжных соревнованиях по футболу. Никогда не играла в финальной стадии чемпионата Европы для молодёжных команд; более того, в последних двух отборочных циклах показала худшие результаты в своей истории, заняв в обех группах последнее место при всего одной выигранной игре и не менее половины проигранных встреч.